# Chí Thiện Thiền sư
Chí Thiện Thiền Sư (Jee Shim Sim Si) theo truyền thuyết được coi là một trong năm cao đồ của Thiếu Lâm còn sống sót sau vụ hỏa thiêu của triều đình Mãn Thanh. Một số câu chuyện kể rằng Chí Thiện đến từ chùa Bắc Thiếu Lâm ở Hà Nam. Một số khác lại cho rằng ông là trụ trì của chùa Nam Thiếu Lâm ở Phúc Kiến. Cũng có chuyện cho rằng ông vốn từ chùa Bắc Thiếu Lâm, khi chùa này bị đốt phá vào giữa thế kỷ 18 thì chuyển xuống chùa Nam Thiếu Lâm khi và ở đây cho đến khi chùa này gặp đại nạn tương tự thì mới rời đi. Chí Thiện vốn rất nổi danh trong giới quyền thuật ở Nam Trung Quốc. Ông là một trong năm cao đồ của Nam Thiếu Lâm và là học trò của thầy Phát Hải (Faat Hoi). Ông cũng được coi là thầy của người sáng lập môn Hồng Gia Quyền (Hung Ga Kuen), Hồng Hy Quan (Hung Hei-Goon). Có nhiều truyền thuyết khác nhau nói về viêc các kỹ thuật của Chí Thiện truyền cho đoàn Thuyền Hồng.
Tương truyền Ngũ Mai cũng là một trong 5 nhân vật truyền thuyết trốn thoát khỏi chùa Nam Thiếu Lâm Toàn Châu Phúc Kiến sau cơn đại nạn chùa bị các đại tướng Mãn Thanh hỏa thiêu, 5 người này về sau được các võ phái miền Nam Trung Hoa (Quảng Đông, Quảng Tây, Phúc Kiến, Tứ Xuyên, Vân Nam) tôn vinh là Ngũ tổ của Nam quyền, 5 vị đó là:
1. Ngũ Mai lão ni sư thái (chữ Hán: 五 枚 師 太, phiên âm Latin: Ng Mui Si Tai hay Wu Mei Shitai)
2. Bạch Mi Đạo Nhân (chữ Hán: 白 眉 道 人, phiên âm Latin: Bai Mei Dao Ren)
3. Chí Thiện thiền sư (chữ Hán: 至 善 禪 師, phiên âm Latin: Jee Sin Sim See)
4. Phùng Đạo Đức (chữ Hán: 馮 道 德, phiên âm Latin: Fung Do Duk hay Fung To Tak)
5. Miêu Hiển (chữ Hán: 苗 顯, phiên âm Latin: Miu Hin hay Mew Hing) là cha của Miêu Thúy Hoa (chữ Hán: 苗 筴 花, phiên âm Latin: Miu Tsui Fa), ông ngoại của Phương Thế Ngọc (chữ Hán: 方世玉, phiên âm Latin: Fong Sai Yuk)

Tại mục bài Hồng Gia Quyền trong tài liệu Nam quyền Toàn thư - nguyên tác Trung văn của quyền sư (Tiến sĩ) Trương Tuấn Mẫn (dịch giả Việt ngữ Thiên Tường) có nhắc đến Ngũ Tổ là năm vị sư tổ của Nam Thiếu Lâm chính là 5 vị trên mà các phái võ miền Nam Trung Hoa tự nhận là 5 vị sư tổ của Nam quyền.

## Lịch sử Vịnh Xuân quyền
Theo một truyền thuyết, trong thời gian rời khỏi Nam Thiếu Lâm và lưu lạc đến đoàn Thuyền Hồng, Chí Thiện đã gặp một nhà sư khác và học được kỹ thuật về một loại mộc nhân làm từ cánh buồm).
Về thời kỳ Chí Thiện đến với đoàn Thuyền Hồng, có 2 giả thiết chính. Giả thiết thứ nhất là một câu chuyện dân gian, kể rằng Chí Thiện trong khi đóng giả làm một người ăn mày để đi trốn, có nghe về đoàn Thuyền Hồng và tìm đến xem biểu diễn. Mặc dù khả năng biểu diễn, các kỹ thuật và kiến thức của họ rất gây ấn tượng với ông nhưng ông nhận thấy là họ cần phải chỉnh sửa thêm. Khi đoàn dừng lại chuẩn bị cho một buổi biểu diễn ở Quảng Châu, ông đã đến xin được tham gia. Ban đầu những nghệ sĩ của đoàn Thuyền Hồng cho rằng ông chỉ là một người ăn mày bình thường nên đã đuổi đi. Chí Thiện quyết định dạy cho họ một bài học. Ông bước đến đứng tấn đặt một chân lên thuyền, một chân trên bờ. Những người chèo thuyền nghĩ rằng sẽ cho lão già lẩm cẩm này tắm một trận, nhưng họ đã không thể làm cho chiếc thuyền di chuyển. Nhận ra người ăn mày là một nhân vật không thường, họ đã cúi xin ông nhận làm học trò. Chí Thiện đồng ý và ông đã truyền dạy cho Hoàng Hoa Bảo, Lương Nhị Để, Đại Hoa Diện Cẩm và những người khác các kỹ thuật chiến đấu và côn pháp "Lục Điểm Bán Côn" lừng danh của ông. Họ đã đặt tên cho hệ thống ông dạy là Vịnh Xuân Quyền để dấu đi tên thật của ông.
Theo một giả thiết khác phổ biến trong dòng Chí Thiện Vịnh Xuân Quyền, nói rằng Chí Thiện trốn tránh truy lùng bằng cách làm đầu bếp trên đoàn Thuyền Hồng của gánh hát Quảng Đông. Một hôm, có một tên côn đồ là Lao Fu Wong (Wong "Cọp") đến đòi tiền và đe dọa đốt thuyền nếu không làm theo lời hắn. Mặc dù các nghệ sĩ của đoàn Thuyền Hồng gỏi võ thuật, nhưng họ chỉ chuyên về biểu diễn chứ không giỏi chiến đấu và không có khả năng chống lại được tên kia. Đúng lúc nguy nan đó, người đầu bếp đã bước ra và giao đấu với Wong "Cọp". Trước sự ngạc nhiên đến ngỡ ngàng của mọi người có mặt ở đó, mặc dù tên côn đồ tìm cách tấn công để hạ gục rất nhanh gọn nhưng vẫn không làm gì được ông. Ngay khi chạm vào người đầu bếp, Wong cảm thấy các ngón tay đau như bị gãy rời ra. Ngượng ngùng xấu hổ, Wong tiếp tục lao vào tấn công, nhưng rồi hắn thấy luôn bị người đầu bếp nắm được ý đồ và điều khiển hắn. Thấy gặp phải đối thủ ghê gớm, Wong chịu thua và chuồn mất tăm. Quay lại với những nghệ sĩ của gánh hát còn đang ngỡ ngàng sửng sốt, người đầu bếp tiết lộ mình là Chí Thiện - sư trụ trì chùa Nam Thiếu Lâm. Ông nhận lời dạy võ thuật cho các thành viên của đoàn Thuyền Hồng. Hệ thống võ thuật này được họ gọi là Vĩnh Xuân, tức Mùa xuân vĩnh cửu để tỏ lòng tôn kính đến chùa Thiếu Lâm nơi Chí Thiện từng dạy. Trong số họ có Hoàng Hoa Bảo và Đại Hoa Diện Cẩm.
Theo hệ thống của Diệp Vấn, vẫn còn có dấu vết sự đóng góp của Chí Thiện trong bài "Lục Điểm Bán Côn", được truyền lại qua Lương Nhị Để.
Khó có thể biết được Chí Thiện là tên thật hay là bí danh. Tuy nhiên, theo hệ thống Vịnh Xuân quyền (đối lập lại với hệ thống Vĩnh Chun Kuen), vai trò của Chí Thiện trong các câu truyện truyền thuyết dường như có vẻ không đúng là nguồn gốc của "Lục Điểm Bán Côn".
Theo tài liệu Mộc Nhân Trang của Diệp Vấn, do Diệp Chuẩn và Lương Đỉnh cho ấn hành xuất bản tại Hương Cảng năm 1980, Chí Thiện, Ngũ Mai, Nghiêm Vịnh Xuân là những nhân vật không có thật.
Theo Diệp Chuẩn, căn cứ vào tác phẩm Trung Hoa Khúc Hí Sử (lịch sử kịch nghệ cổ truyền Trung Hoa), tổ khai sáng của Vịnh Xuân là Trương Thủ Ngũ, hay Than Thủ Ngũ là một cao thủ Thiếu Lâm Quyền, rất giỏi các tuồng ca kịch Quảng Đông (người Trung Hoa gọi là Việt Kịch, kịch của các tộc Nam Việt và Đông Việt trong bộ tộc lớn Bách Việt lưu trú vùng phía Nam bờ Trường Giang), đã truyền bá võ công Thiếu Lâm trên các đoàn Hồng Thuyền Hí Ban.
Theo tài liệu Võ Bị Chí (Wubishi) của Bạch Hạc quyền tại huyện thị Vĩnh Xuân tỉnh Phúc Kiến, Vĩnh Xuân quyền và Vịnh Xuân quyền có liên quan đến cái tên Vĩnh Xuân Đường hay Cung Vĩnh Xuân là nơi mà Chí Thiện luyện võ trong chùa Nam Thiếu Lâm, và 2 nhân vật Phương Vĩnh Xuân (tương truyền gọi là Phương Thất Nương (Fang Qi Niang) là con gái thứ 7 của Phương Thế Ngọc đồng thời là sư tổ khai sáng Bạch Hạc quyền) và nhân vật Nghiêm Vịnh Xuân là học trò của Ngũ Mai.
Có nhiều truyền thuyết trong dân gian lại cho rằng Vĩnh Xuân quyền và Vịnh Xuân quyền không phải xuất phát từ Chí Thiện mà xuất phát từ thủy tổ của nó là một môn phái lớn tên gọi đầy đủ là Phúc Kiến Vĩnh Xuân Bạch Hạc quyền gọi tắt là Bạch Hạc quyền.